# Borongan
Borongan é uma cidade de primeira classe de renda municipal na província Samar Oriental, nas Filipinas. De acordo com o censo de 1 maio  de  2020 possui uma população de 71 961 pessoas e 17 493 domicílios.